# Gonomyia (Leiponeura) oliveri
Gonomyia (Leiponeura) oliveri is een tweevleugelige uit de familie steltmuggen (Limoniidae). De soort komt voor in het Australaziatisch gebied.